# 5199 Dortmund
Az 5199 Dortmund (ideiglenes jelöléssel 1981 RP2) a Naprendszer kisbolygóövében található aszteroida. Ljudmila Georgijevna Karacskina fedezte fel 1981. szeptember 7-én.